# 成瀬櫻桃子
成瀬 櫻桃子（なるせ おうとうし、1925年(大正14年)11月25日 - 2004年(平成16年)12月14日）は、俳人。本名・冨造。

## 生涯
岐阜県岩村町に生まれる。旧制横浜高等工業学校（現・横浜国立大学工学部）卒。
1940年より句作、水原秋櫻子の「馬酔木」、加藤楸邨の「寒雷」に投句。1946年「春燈」創刊に参加、久保田万太郎に師事。1963年に万太郎が死亡、以後安住敦に師事する。1988年、安住敦の死により「春燈」主宰を継承。句集に『風色』『素心』など。1973年、句集『風色』により第13回俳人協会賞、1996年『久保田万太郎の俳句』（ふらんす堂／新版・講談社文芸文庫）で俳人協会評論賞を受賞。編著『こでまり抄　久保田万太郎句集』（ふらんす堂）も刊行。
俳人協会理事、日本ペンクラブ評議員、国際俳句交流会評議員などを歴任。
2004年12月14日死去、79歳。

## 著書
- 『風色』牧羊社〈処女句集シリーズ〉、1973年。
- 『成瀬桜桃子集』俳人協会〈自註現代俳句シリーズ〉、1977年。
- 『素心 成瀬桜桃子集』東京美術〈現代俳句俊英30人集〉、1981年。
- 『安住敦の世界』梅里書房〈昭和俳句文学アルバム〉、1994年6月。ISBN 4-87227-028-2。(編著)
- 『成瀬桜桃子句集』ふらんす堂〈現代俳句文庫〉、1994年9月。ISBN 4-89402-087-4。
- 『久保田万太郎の俳句』ふらんす堂、1995年10月。ISBN 4-89402-132-3。
- 『久保田万太郎の俳句』講談社〈講談社文芸文庫〉、2021年8月。ISBN 978-4-06-524300-8。